# النفور من الآباء
إن النفور من الآباء هو عبارة عن ديناميكية اجتماعية، تحدث عادةً نتيجة للطلاق أو الانفصال، وذلك عندما يشعر الطفل بكراهية غير مبررة أو شعور قوي وغير معقول بالبغض نحو أحد الأبوين، مما يجعل إمكانية وصول الطرف المنبوذ من الأبوين إلى الطفل صعبًا أو مستحيلاً. وقد تتأثر هذه المشاعر بالتعليقات السلبية التي يصدرها أحد الأبوين وببعض الخصائص مثل افتقاد التعاطف والحميمية تجاه الطرف المنبوذ من الأبوين. ولا ينطبق ذلك المصطلح على حالات العنف ضد الأطفال الفعلي، وذلك عندما يرفض الأطفال التعامل مع الطرف الذي يسيء لهم من الأبوين لحماية أنفسهم. ويعد النفور من الآباء أمرًا مثيرًا للجدل في المهن القانونية والصحة النفسية، وذلك بشكل عام وفي مواقف محددة على حد سواء. تشمل المصطلحات المرتبطة بالنفور من الآباء نفور الأطفال، والانحياز المرضي، ورفض حقوق الرؤية، وغسيل المخ، والنفور المرضي، ونشر الأفكار السلبية عن طريق أحد الأبوين، ومتلازمة النفور من الآباء على الرغم من أن المصطلح الأخير هو صياغة محددة لمتلازمة طبية قدمها الطبيب النفسي ريتشارد جاردنر والتي لم يتم قبولها.

## نظرة عامة
لقد وصف هذا المصطلح في البداية عام 1976 كنوع من «الانحياز المرضي»، حيث تشير الديناميكية إلى الحالة التي يشعر من خلالها الطفل بالنفور بشكل غير منطقي تجاه أحد الأبوين الذي لا يملك حقوق الوصاية. فاقترح ريتشارد إيه جاردنر مصطلح متلازمة النفور من الآباء خلال عقد الثمانينيات وفقًا لخبرته الإكلينيكية مع الأطفال الذين حصل آباؤهم على الطلاق. ومنذ ذلك الحين، اقترح باحثون آخرون التركيز بشكل أقل على تشخيص المتلازمة والتركيز بشكل أكبر على ما وصف «بالطفل المتسم بالنفور»، وديناميكية الموقف التي ساهمت في الشعور بهذا النفور. فمن وجهة النظر هذه، يُعتبر النفور نهاية للتعلق بين أحد الأبوين والطفل، وقد ينجم ذلك من خلال عدة عوامل. فقد تؤدي سلوكيات جميع أفراد العائلة، بما في ذلك الطرف المنبوذ من الأبوين، إلى الخلل الوظيفي بالعائلة والنفور من أحد الأبوين. ويُنصح بتقييم جميع العوامل المساهمة وجميع الحلول الممكنة في تقييم حالات انفصال الأطفال عن أحد الأبوين.
يفتقر مصطلح النفور من الآباء إلى تعريف موحد وتواجده، ومسبباته، وخصائصه، وبشكل خاص فإن وصف هذا المصطلح على أنه متلازمة مازال مسألة خاضعة للنقاش ولم يبت فيها بعد. وقد أكدت بعض الصياغات الخاصة بالمفهوم على دور أحد الأبوين في النفور، والذي يوصف بأشكال مختلفة «ببرمجة» أحد الأبوين و«اتسام أحد الأبوين بالغضب المشوش».
والأوصاف الأحدث، التي أثرت على بحث كيلي وجونستون، قدمت تحليلاً أكثر تعقيدًا، حيث يقوم كل فرد من أفراد العائلة بدور. وأقرت وجهة النظر «القائمة على الأنظمة» أن الطفل قد يشعر بالنفور من أحد الأبوين بدون أي سلوك «منفر» من الطرف الآخر من الأبوين. Based on an empirical study, واستنادًا إلى دراسة تجريبية، فقد اقترح أيضًا بأن السلوكيات المنفرة من الآباء هي الأساس في حالات الطلاق الناتجة عن الخلاف المتزايد. يتسم الأبوان المنبوذان، وعادةً الآباء، بافتقار الحميمية والتعاطف مع الطفل، والاشتراك في تربية خالية من المشاعر والسلوكيات الهامة، كما يتسمون بالسلبية والاكتئاب والقلق والانسحاب - وهي خصائص من شأنها أن تؤدي إلى تحفيز الشعور بالنبذ. قد يقوم أحد الأبوين الذي ينحاز إليه الطفل - الطرف المنحاز إليه من الأبوين - بالمساهمة في إنتاج سلوكيات النفور، وذلك من خلال التقليل من شأن الطرف الآخر: وقد تكون هذه السلوكيات مقصودة ومتعمدة أو غير ذلك قد تعكس انعدام الوعي حول تأثير أفعالهم على أطفالهم. وتحدث سلوكيات التنافر المباشرة عندما يقوم أحد الأبوين بالتقليل من شأن الطرف الآخر، وذلك بإبداء التعليقات المهينة حول الطرف الآخر أو إخبار الطفل بأن الطرف الآخر هو المسؤول عن الانفصال أو هو سبب المشكلات المالية. أما سلوكيات التنافر غير المباشرة فهي تحدث عندما يفشل أحد الأبوين في دعم الوصول إلى الطرف الآخر أو التواصل معه، أو يقبل سلوك الطفل وملاحظاته السلبية تجاه الطرف الآخر من الأبوين ضمنيًا.
لقد كانت العديد من منشورات مراجعة الأقران حول الموضوع في صورة أوصاف وتعريفات. ولقد اجريت بعض الأبحاث التجريبية، على الرغم من اختلاف نوعية الدراسات بشكل كبير وعدم تقدم البحث في هذا المجال حتى الآن. وعلى الرغم من تحديد المفهوم بشكل سيئ والاستنتاجات المتسرعة، فلقد استشهد بآراء المتخصصين من القضاة والمحامين والعاملين في مجال الصحة النفسية بشكل كبير في المؤلفات التي خضعت لمراجعة الأقران.

## القبول المهني
أشار استطلاع الرأي لأصحاب المهن القانونية والصحة النفسية أنه يوجد دعم متوسط لوجود النفور من الآباء، ولكن ظهر التردد في قبول مفهوم متلازمة النفور من الآباء. وقد جادل ويليام بيرنت لإدراج مصطلح «اضطراب النفور من الآباء»، وهو التشخيص المرتبط بالنفور من الآباء، في الإصدار الخامس من الدليل التشخيصي والإحصائي للاضطرابات النفسية، الذي صدر في عام 2013.
ويشير مفهومه إلى متلازمة النفور من الآباء ومجموعة متنوعة من الأوصاف الأخرى للسلوكيات التي يعتقد بأنها تمثل المفهوم الأساسي لاضطراب النفور من الآباء. وعلى الرغم من ممارسة الضغط من مؤيديه، فلقد رفض الاقتراح في ديسمبر 2012.

## التمييز
تختلف ظاهرة القطيعة الواقعية عن «النفور المرضي». فإن الظاهرة الأولى هي عبارة عن رفض مفهوم للطفل لرؤية الطرف المسيء من الأبوين، بينما تكون الظاهرة الأخرى ضارة عاطفيًا وغير مبررة.